# Odorrana narina
Odorrana narina (tên tiếng Anh: Ryukyu Tip-nosed Frog) là một loài ếch thuộc họ Ranidae. Đây là loài đặc hữu của Nhật Bản.
Môi trường sống tự nhiên của chúng là rừng ẩm vùng đất thấp nhiệt đới hoặc cận nhiệt đới và sông ngòi. Chúng hiện đang bị đe dọa vì mất môi trường sống.